# Aquilaria malaccensis
Aquilaria malaccensis Lam. – gatunek roślin należący do rodziny wawrzynkowatych. Występuje naturalnie w Azji Południowej oraz Południowo-Wschodniej.

## Rozmieszczenie geograficzne
Rośnie naturalnie w południowym Bhutanie, w Indiach (stany Asam i Bengal Zachodni), Mjanmie, Malezji, Singapurze, Indonezji (na Sumatrze i w Kalimantanie) oraz na Filipinach. Według innych źródeł występuje także w Iranie, w indyjskich stanach Manipur, Meghalaya oraz Tripura, w Bangladeszu, Tajlandii i na indonezyjskiej wyspie Bangka.

## Biologia i ekologia
Naturalnym habitatem są wiecznie zielone lasy u podnóży gór.

## Zastosowanie
- Drewno tego gatunku nosi handlową nazwę agar (ang. agarwood). Agar jest wykorzystywany w produkcji perfum oraz w medycynie tradycyjnej. Ze względu na kosztowny i pracochłonny proces ekstrakcji jest ono bardzo drogie. Minimum 20 kg niskiej jakości drewna żywicznego potrzebne jest do wytworzenia 12 ml oleju agarowego. Najwyższej jakości olej otrzymywany jest z drzew starszych niż 100 lat. Sprzedaż perfum opartych na tym ekstrakcie rośnie z roku na rok[8].
- Zdrowe drewno jest jasne, miękkie i nie wytwarza żywicy. Po zainfekowaniu przez grzyby z grupy Fungi imperfecti staje się ciemne, twarde, żywiczne i pachnące. W miejscach porażonych (korzenie, gałęzie lub pień) wytwarzana jest żywica. Takie drewno wykorzystywane jest do produkcji kadzidła i balsamu. Jego woń staje się szczególnie intensywna podczas spalania. Ponieważ jest zapotrzebowanie na ten surowiec, doprowadza się do zainfekowania zdrowego drewna przez wbijanie w nie kołków z drewna zainfekowanego[9].
- Badacze roślin biblijnych zgodnie uważają, że z drewna Aquilaria malaccensis w czasach biblijnych wytwarzano aloes opisywany w księgach Starego Testamentu (Ps 45,9, Prz 7,17, PnP 4,14), jedynie F. N. Hepper podaje to w wątpliwość. Zwraca uwagę, że starożytni kupcy pod jedną nazwą sprzedawali produkty pochodzące z różnych gatunków roślin, biblijny aloes mógł więc pochodzić zarówno z drewna Aquilaria malaccensis, jak i z liści aloesów[9].
- Agar jest także afrodyzjakiem, zarówno w postaci olejku, jak i kadzidła. Wykorzystywane są one w tym celu na ogół lokalnie. Olej jest sprzedawany w aptekach wietnamskich do użytku wewnętrznego. W medycynie chińskiej proszek z drewna wykorzystuje się w leczeniu marskości wątroby oraz innych dolegliwości. Ma on również zastosowanie w leczeniu nowotworów płuc i żołądka[8].

## Zagrożenia
Przez wieki drewno tego gatunku zainfekowane grzybami pozostawało w obrocie w handlu międzynarodowym. Większość tego drewna pochodzi ze środowiska naturalnego. Na początku XX wieku istniały plantacje tego gatunku, lecz wiele z nich zostało zniszczonych. Według Czerwonej księgi gatunków zagrożonych jest gatunkiem narażonym na wyginięcie (VU – vulnerable).
W Indiach gatunek ten jest uważany za krytycznie zagrożony, w związku z czym jego eksport został zakazany. Gatunek jest wymieniony w Załączniku II konwencji CITES.